# Аманія кільчаста
Аманія кільчаста (Ammannia verticillata) — вид квіткових рослин родини плакунових (Lythraceae).

## Біоморфологічна характеристика
Це гола блакитнувато-зелена однорічна рослина 5–25 см заввишки. Стебла 4-гранні. Листки супротивні або частково по 3 в кільці, зворотно-ланцетні чи подовжені, до основи звужені, 0.5–3.8 см завдовжки, по краю пилчато-шорсткі. Квітки дрібні, сидячі, в пазушних, з (1)3–7 квіток, напівпарасольках. Чашечка 1.5–2 мм, з 4 зубчиками та 4 великими придатками. Пелюстки червоні, ≈ 1.5 мм завдовжки. Тичинок 4. Коробочка куляста чи еліпсоподібна, тонкоплівчаста.

## Поширення
Росте на південному сході Європі, заході й південному заході Азії (Афганістан, Іран, Ірак, Ліван-Сирія, Пакистан, Росія, Південний Кавказ, Туреччина, Туркменістан, Україна).
В Україні вид росте на степових подах — крайньому півдні Степу, дуже рідко (Херсонська обл., Іванівський р-н, с. Шотівка)